# پیرولوبنزودیازپین

آنترامایسین که شامل هسته پیرولوبنزودیازپینی است.

پیرولوبنزودیازپین‌ها (PBD) دسته‌ای از ترکیبات شیمیایی هستند که ممکن است دارای خواص آنتی‌بیوتیکی یا ضد توموری باشند.